# Willi Kratt
Wilhelm gnt. Willi Kratt (geboren 21. März 1905 Trossingen; gestorben nach März 1968) war ein deutscher Landrat des Unterlahnkreises und zuletzt Ministerialbeamter des Landes Rheinland-Pfalz.

## Leben
Kratt betätigte sich nach einer kaufmännischen Lehre (Harmonikafabrik) von 1923 bis 1930 als Kaufmann im Comptoir der Général d’Agences de Fabriques Kairo–Istanbul–Algier, zuletzt als für den gesamten Verkauf und zwischenstaatlichen Geschäftsverkehr zuständiger Direktor. In den Jahren 1931 bis 1933 in der väterlichen Harmonikafabrik beschäftigt, reiste er 1933 nach Marokko aus, zur dortigen Vertretung von Industriefirmen. Nach seiner Verhaftung unter Franco wurde Kratt an Deutschland ausgeliefert, in das KZ Natzweiler-Struthof überführt und als Mitglied eines Strafbataillons zur Kriegsteilnahme verpflichtet, wobei er schließlich in Gefangenschaft geriet.
1944 gelangte Kratt im Rahmen des Unternehmens Wüste in das im April 1945 aufgelöste Lager 3, Frommern. Er war dort als Lagerältester zugleich Kapo und Lagerschreiber. Zu den Lagervorkommnissen sagte Kratt am 21. März 1968 im Rahmen von „Vorermittlungen gegen ehemalige Angehörige des Kommandostabes KZ Natzweiler“ auf dem Kriminal-Kommissariat Rottweil, Kriminal-Außenstelle Tuttlingen aus.
Nach Kriegsende und der Rückkehr aus der Gefangenschaft übernahm Kratt 1946 die Leitung des Südwestdeutschen Nachrichtendienstes Tübingen und in direkter Folge die Verwaltung des Unterlahnkreises mit Sitz in Diez. Doch war seine Verweildauer dort auch nur sehr kurz. Bereits im Folgejahr erhielt Kratt, per Beschluss des Rheinland-Pfälzischen Ministerrats vom 16. Oktober 1947 seine Versetzung ins Wirtschaftsministerium des neugebildeten Bundeslandes unter Ernennung zum Oberregierungsrat. Dienstlich wurde Kratt bei dieser Umsetzung dem Sonderbeauftragten für Lebensmitteleinfuhr zugewiesen.
In der Nachfolge des auf eigenes Ersuchen von seiner bisherigen Aufgabe entbundenen Gerhard Lichter (1889–1959) wurde Kratt dann in der Ministerratssitzung vom 24. Februar 1948 mit der vorläufigen Weiterführung der Geschäfte des Sonderbeauftragten für die Lebensmitteleinfuhr beauftragt. Nur 15 Monate darauf, am 14. Mai 1948 beantragte Ministerpräsident Altmeier Kratts Ernennung zum Leiter des Interzonenamtes, wobei die Genehmigung durch die Militärregierung am Folgetag erging. Vorausgegangen war der Beschluss, das Außenhandelsamt mit dem Interzonenamt zusammenzulegen.
Kratt war Beamter auf Widerruf – als er mit Schreiben vom 21. Oktober 1948 um seine Entlassung aus dem Staatsdienst bat, um künftig in der freien Wirtschaft tätig zu werden, erhob er zugleich die Forderung nach Gewährung von Unterhaltsbeihilfe – diese wurde ihm verwehrt, da seine Dienstzeit noch keine fünf Jahre andauerte. Mit Beschluss des Ministerrats von Rheinland-Pfalz vom 22. Juli 1949 endete Kratts Tätigkeit als Oberregierungsrat mit sofortiger Wirkung.